# Parc d'État de Prairie Creek Redwoods
Le Parc d'État de Prairie Creek Redwoods (en anglais : Prairie Creek Redwoods State Park) est un parc d'état, situé dans le Comté de Humboldt, en Californie, à 80 km au nord de la ville d'Eureka. Les 57 km² du parc constituent un sanctuaire pour les vieux sequoias Redwood.
Le parc est géré conjointement par le Département des Parcs et des Loisirs et le National Park Service en tant que partie des Parcs d'État Redwood. Ces parcs (qui comprennent le Coste Del Norte Redwoods State Park, le Jedediah Smith Redwoods State Park et le Parc national de Redwood) ont été désignés collectivement comme un Site du Patrimoine Mondial et constituent une partie des Zones côtières de Californie (Réseau International des Réserves de Biosphère).

## Description
Parmi les séquoias les plus remarquables, on trouve le Great Tree, le Sequoia Tire-Bouchons, ou le Sequoia Cathédrale. De nombreux séquoias du parc atteignent plus de 90 mètres de hauteur.
En plus des séquoias de Californie, d'autres grands conifères se trouvent dans les forêts du parc : le sapin de Douglas, l'épicéa de Sitka et la pruche de l'Ouest. On trouve également des zones de prairies dans la forêt de séquoias ; le parc tire d'ailleurs son nom de la Prairie du Ruisseau (Prairie Creek) qui coule près de la bordure ouest de la prairie et le long du côté ouest de l'autoroute. D'autres sites populaires du parc sont Fern Canyon et Gold Bluffs Beach. Le parc abrite des wapitis, ainsi que la grenouille-à-queue et plusieurs espèces de saumons. Le parc est constellé de sentiers de randonnée, par exemple le Prairie Creek Trail, qui longe la Prairie Creek.

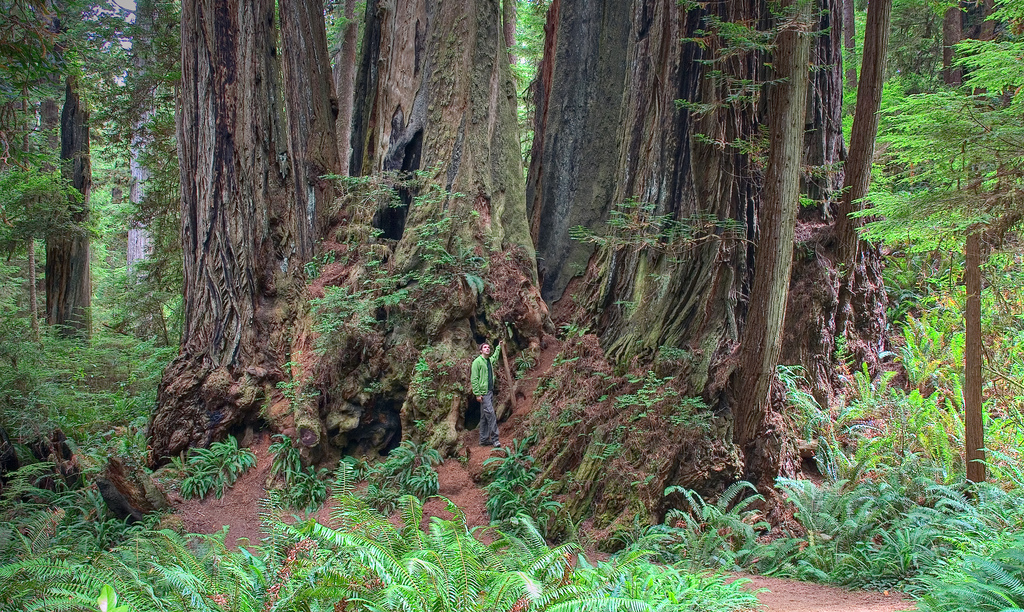
Cathedral Tree
Fern Canyon
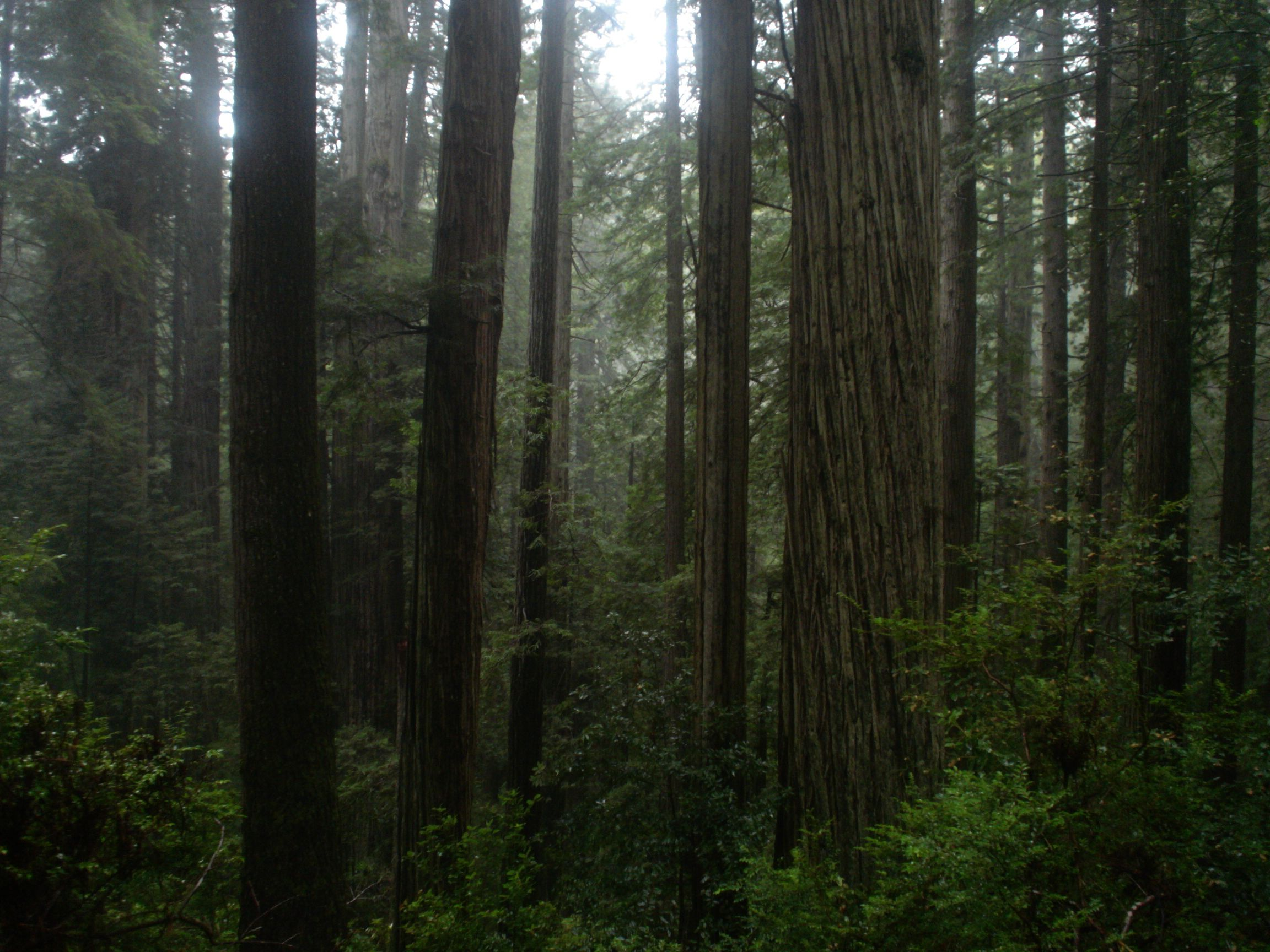
Redwoods côtiers
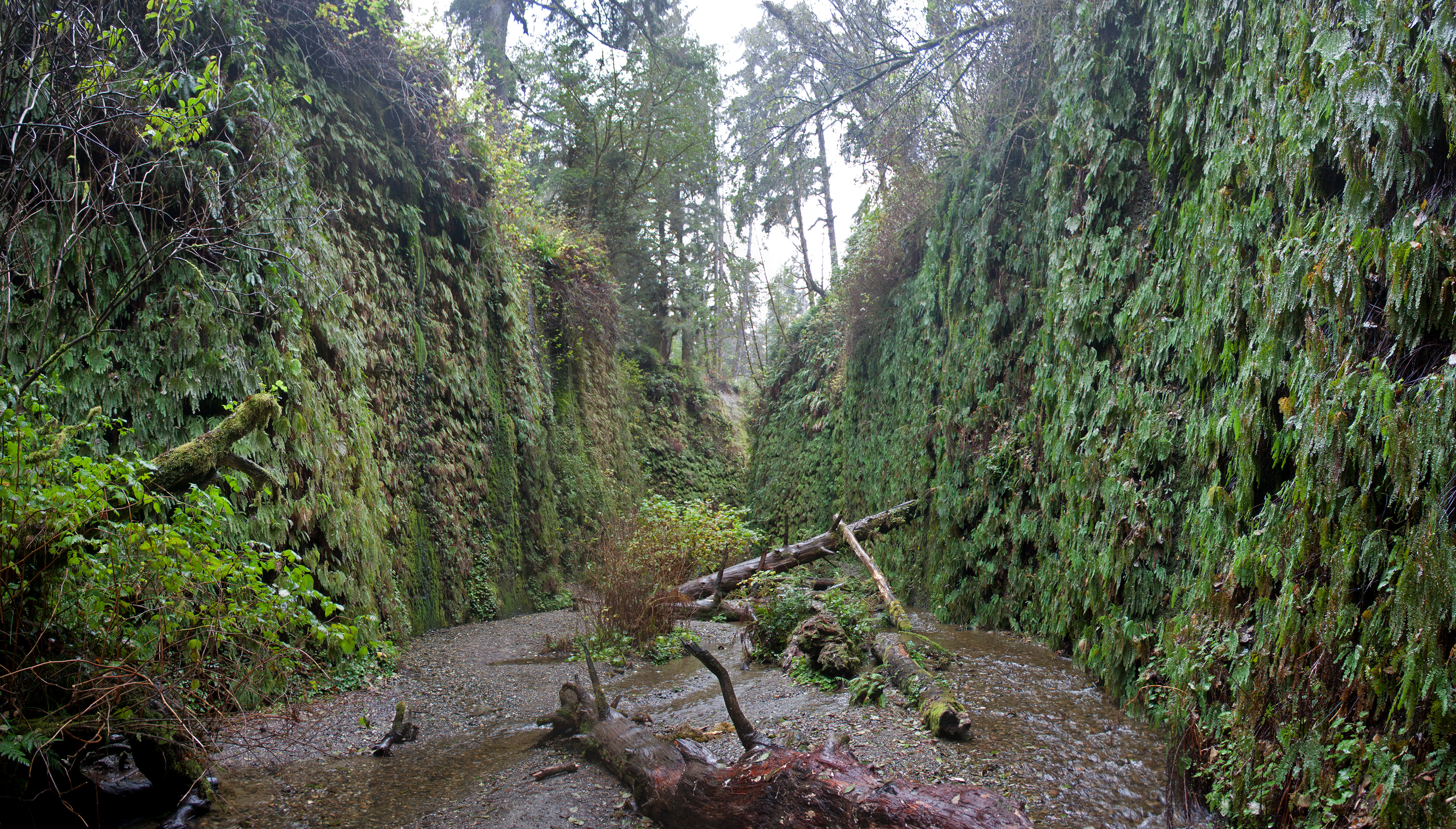
Fern Canyon
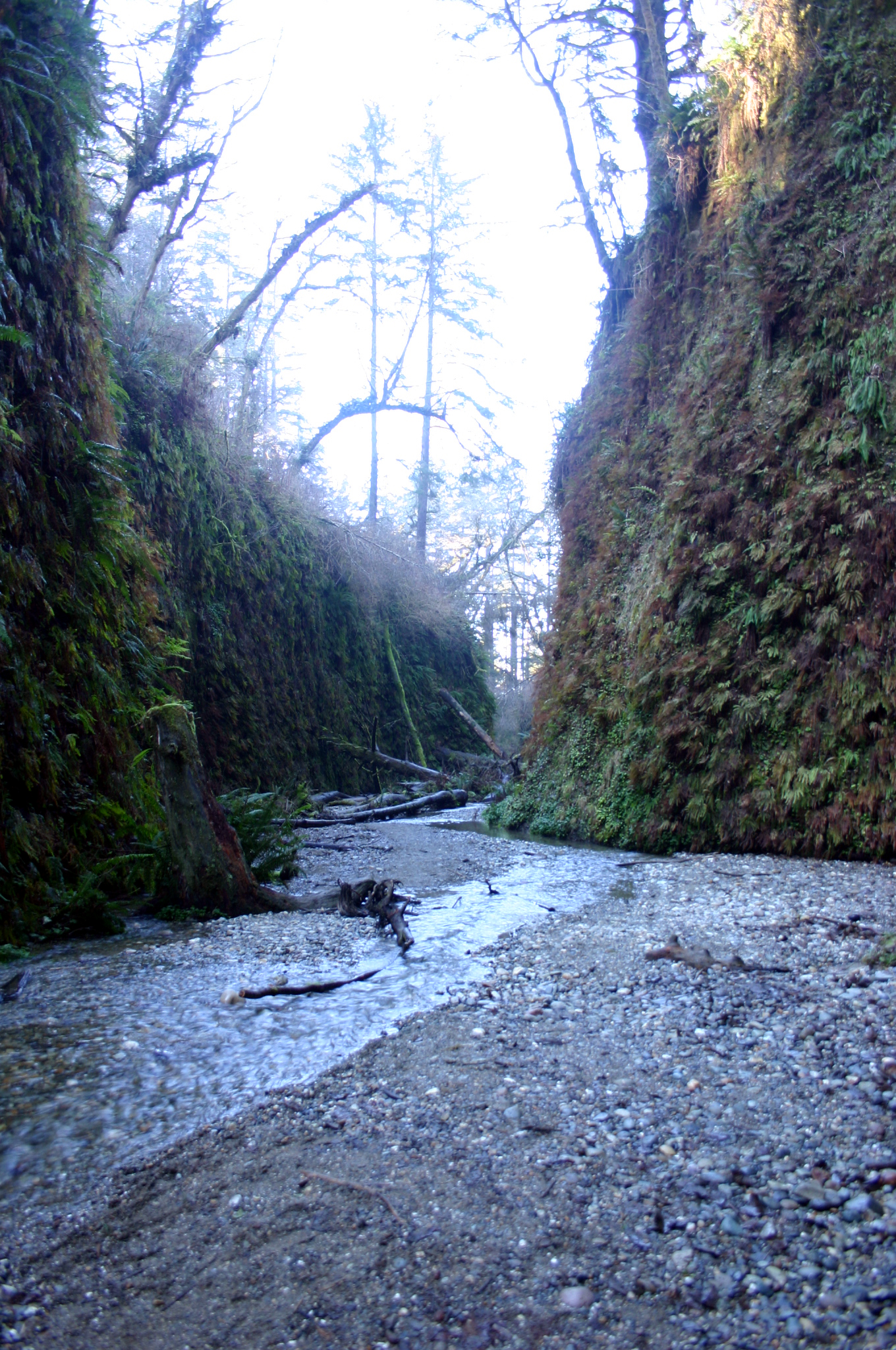
La Rivière

## Histoire
Certains des premiers Euro-Américains à visiter les environs sont arrivés en 1851, avec la découverte d'or dans la région qui allait d'ailleurs devenir connue sous le nom de Gold Bluffs. Gold Bluffs avait, à une époque, un important camp minier, bien que peu de vestiges du camp subsistent aujourd'hui. Vers les années 1920 l'exploitation minière avait déjà cessé.
C'est en 1923 qu'une donation à la Ligue de Protection des Redwoods a permis la création du parc, effective en 1925. Celui-ci sera agrandi en 1931 par la Ligue, puis à plusieurs reprises jusqu'à sa taille actuelle. 

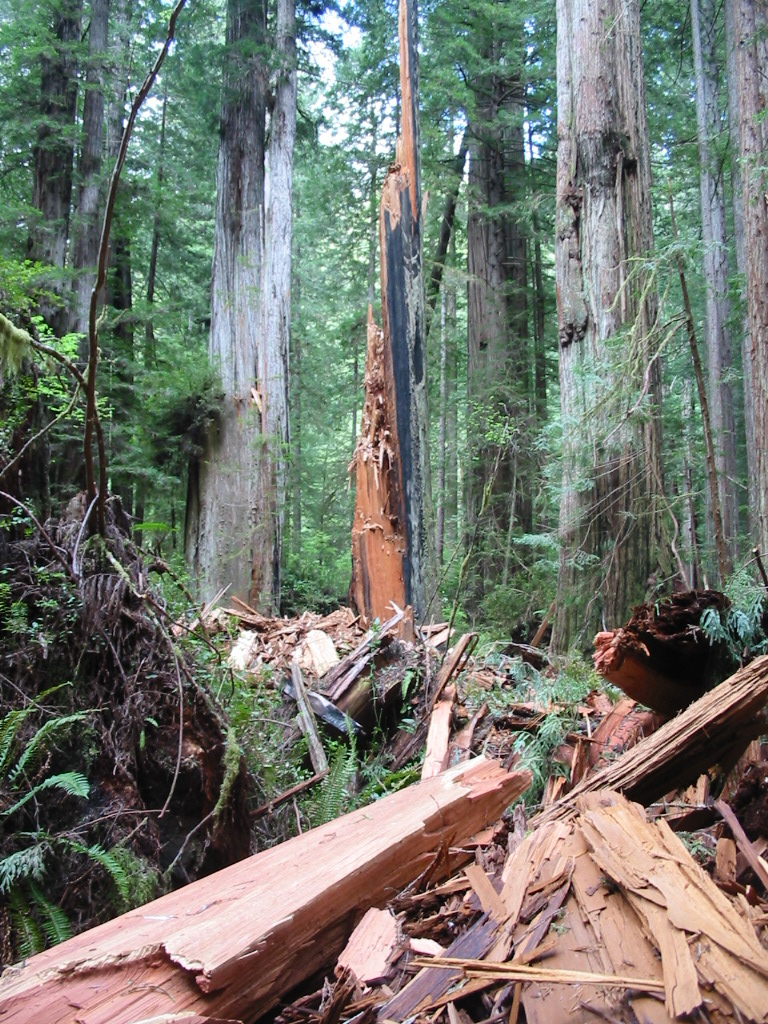
La foudre ayant éclaté un redwood, le long de Prairie Creek Trail

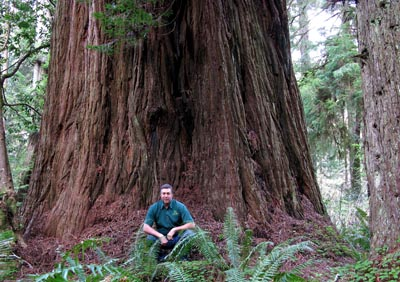
Homme près d'un Redwood côtier appelé Iluvatar, en 2008. C'était (2013), le troisième plus grand redwood côtier connu.

## Sentiers
- Sentier Les mineurs de la Crête et James Irvine - 18,6 km
- Boucle Brun Creek - 5,6 km
- Grande Boucle de l'Arbre - 5,1 km
- Dix Taypo Sentier - 5,6 km
- Sentier des Rhododendrons et les Cal Baril - 8,2 km
- Arête ouest et du Ruisseau des Prairies du Sud - 9,3 km
- Sentier de la Crête Ouest et des Rhododendrons, Nord - 12,4 km
- Sentier de Crête d'Amitié - 12,8 km
- Ah Hap Trail - 0,96 km
- Le Sentier de la Nature - 1,6 km